# -sk

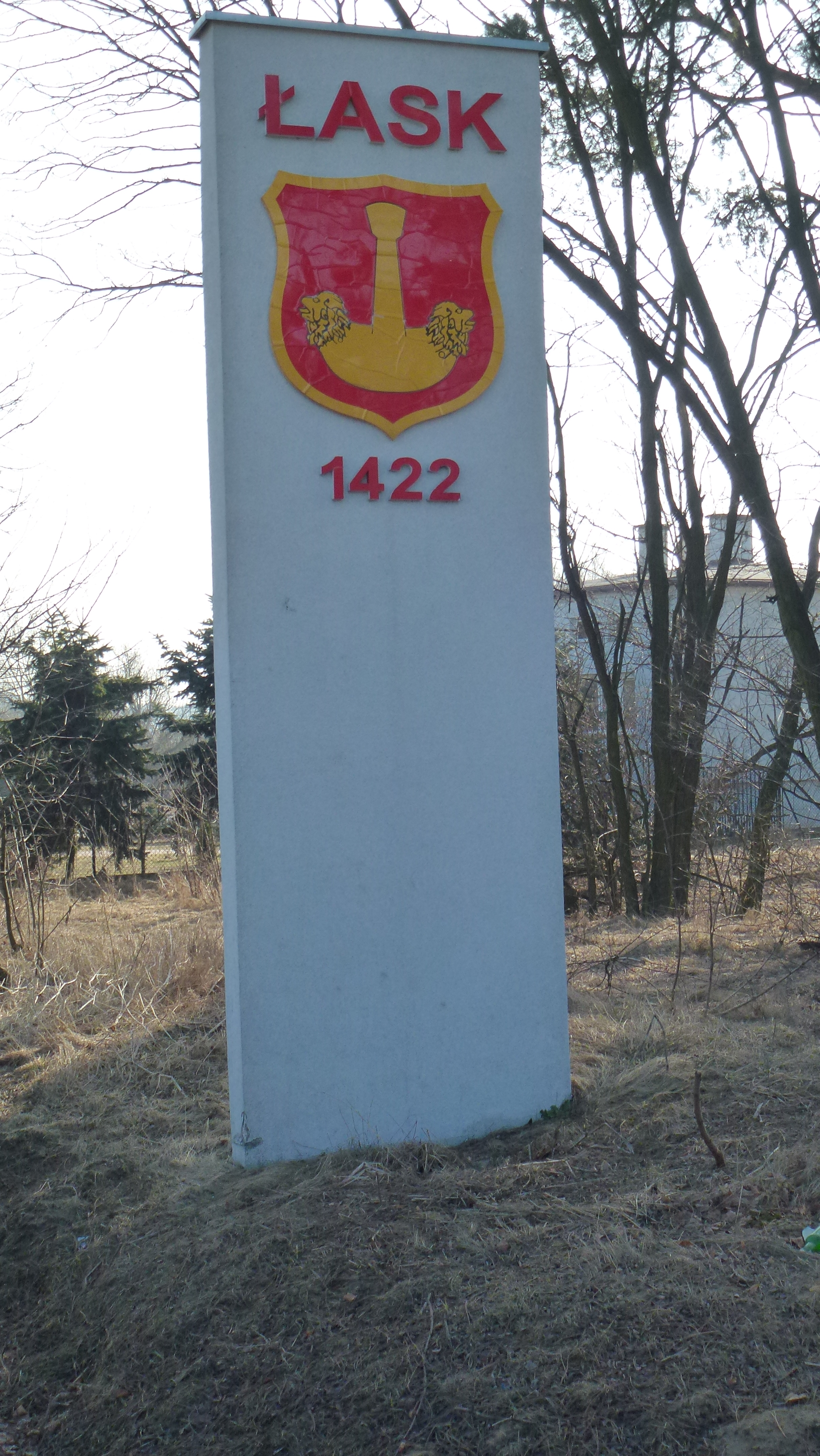
Słup powitalny w Łasku z datą nadania praw miejskich

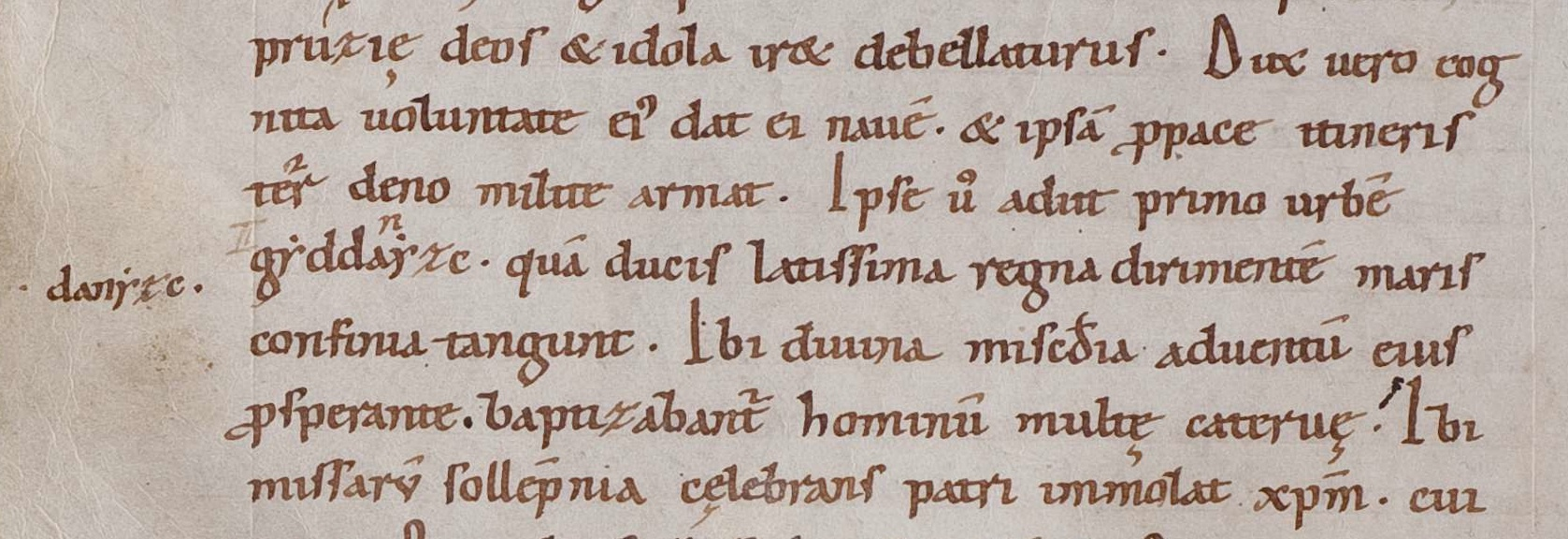
Fragment rękopisu Vita sancti Adalberti zawierający nazwę Gdańska ze zlatynizowaną formą końcówki -sk: urbs Gyddanyzc (ok. 1000 roku)

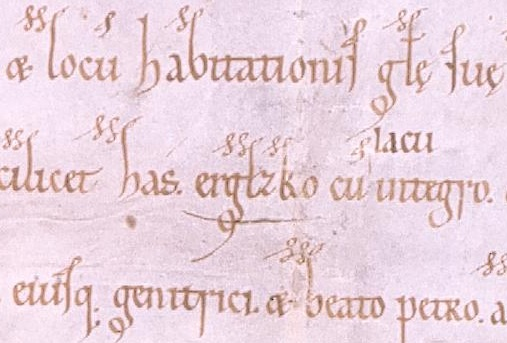
Nazwa miejscowości Rgielsko zapisana po łacinie jako Erglzko w dokumencie Zbiluta z 1115

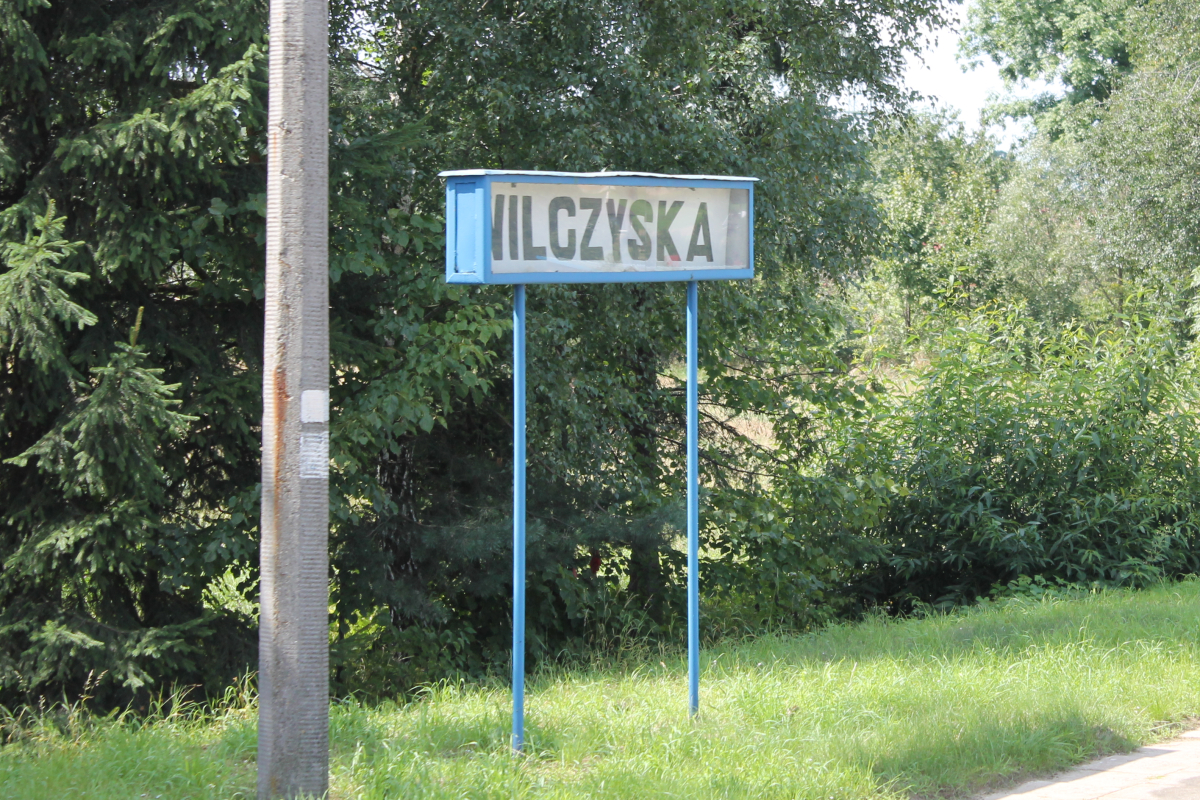
Tablica peronowa w Wilczyskach

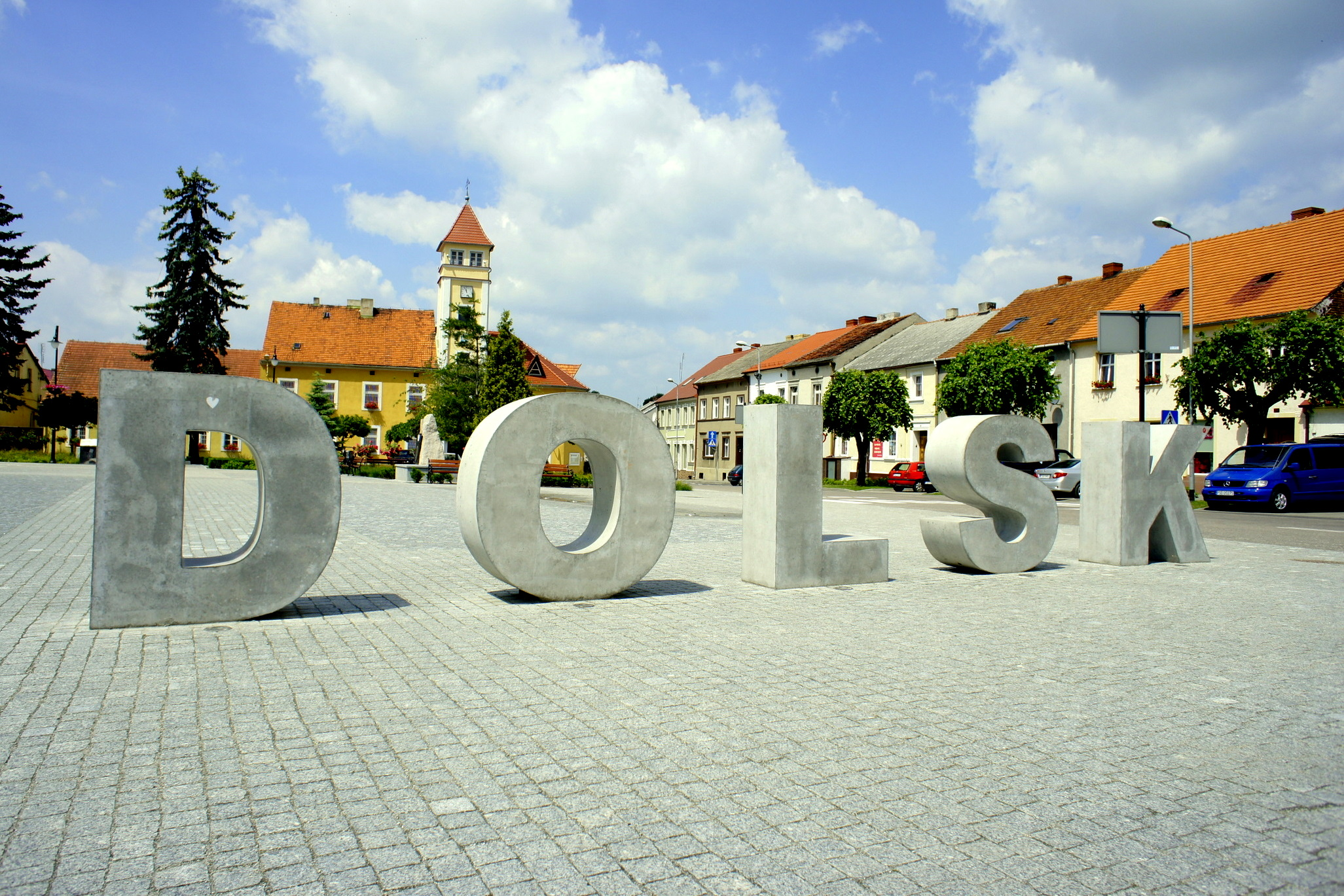
Nazwa miasta Dolsk na dolskim rynku.

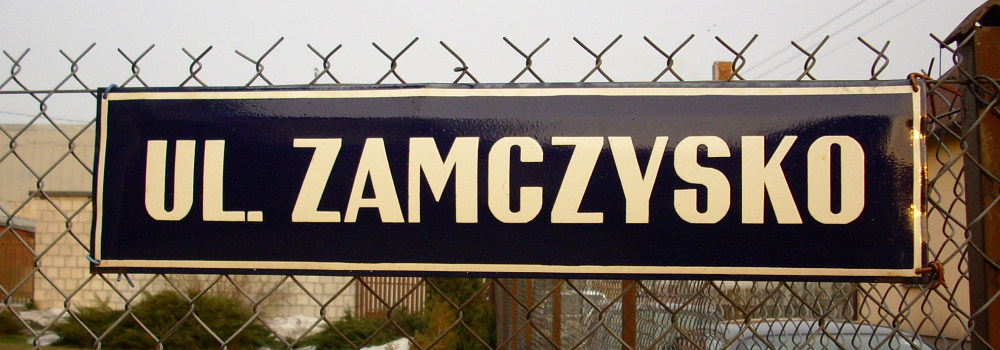
Ulica Zamczysko w Międzyrzecu Podlaskim

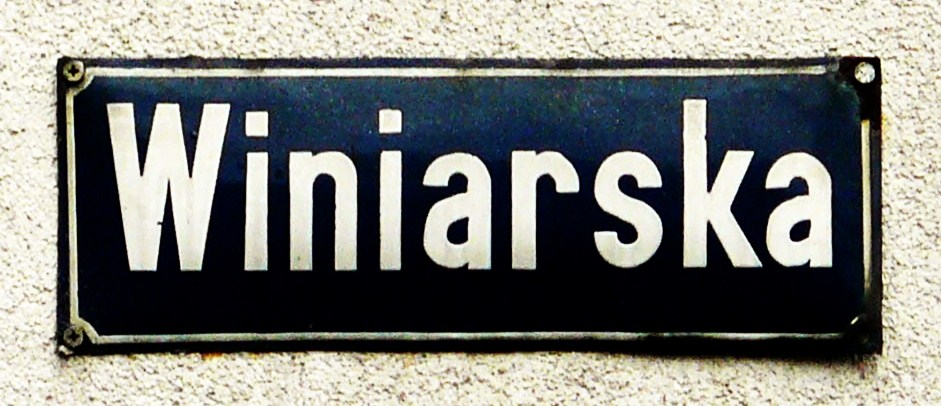
Ulica Winiarska w Poznaniu

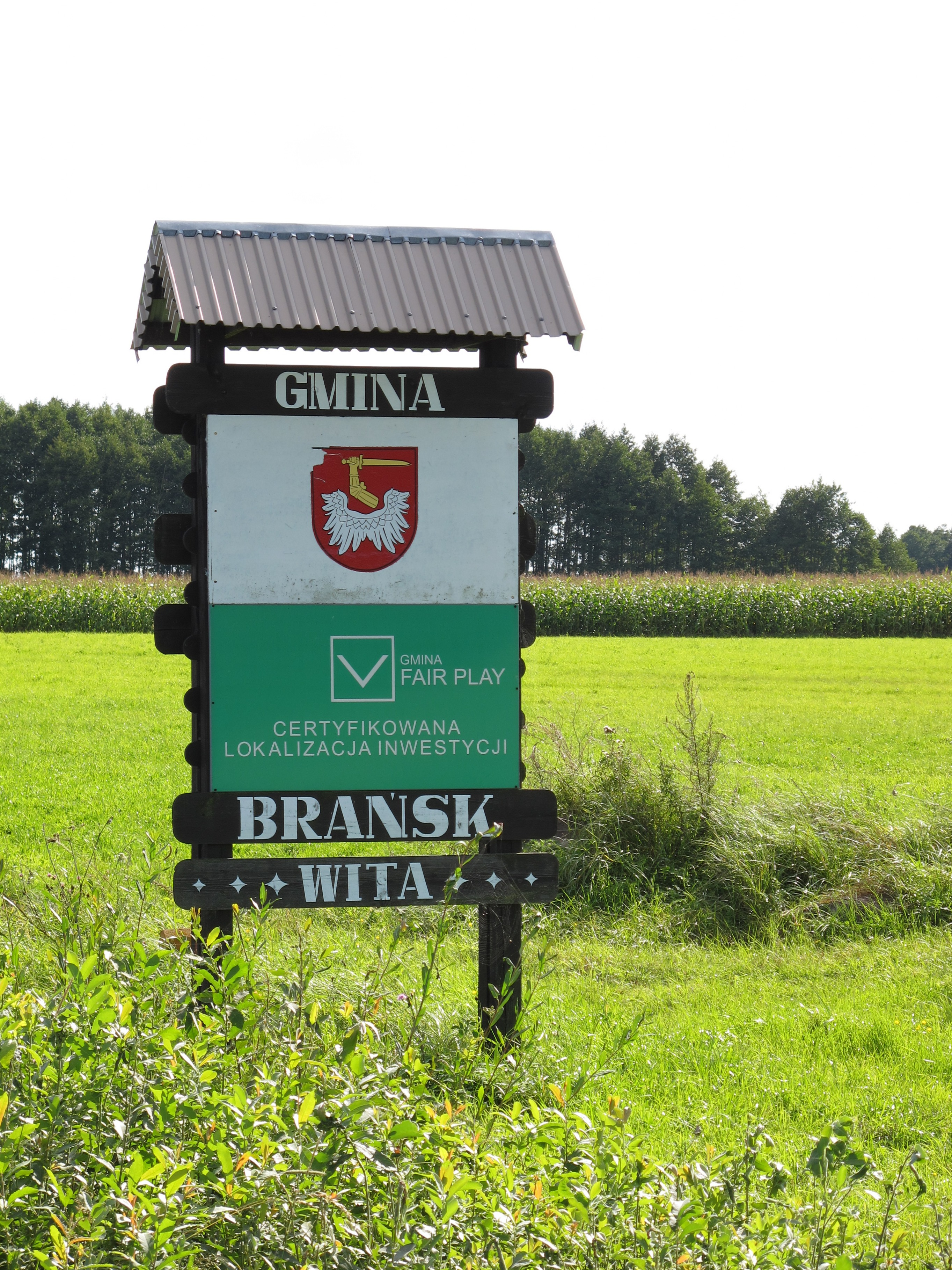
Tablica powitalna w Brańsku

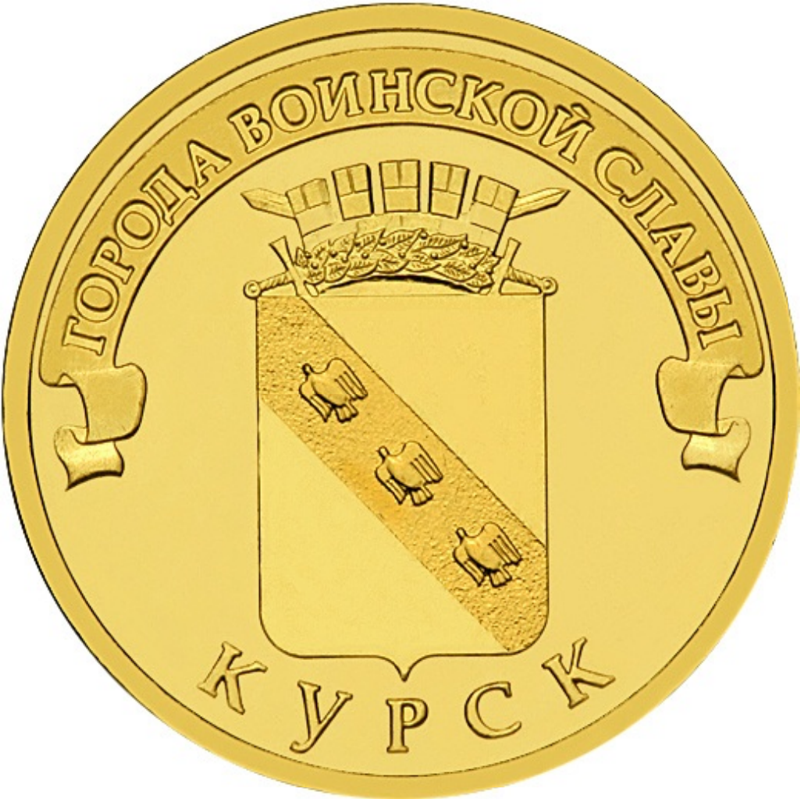
Rosyjski medal z nazwą Kurska upamiętniający bitwę na łuku kurskim

-sk – przyrostkowy formant przymiotnikowy określający przynależność do czegoś, który charakterystyczny jest dla słowiańskich nazw przestrzennych i miejscowych oraz polskich nazwisk.

## Formy oraz pochodzenie
Formant -sk jest kontynuatem prasłowiańskiego *-ьskъ i występuje w wielu językach słowiańskich, w tym również w języku polskim. Wywodzony jest pierwotnie z praindoeuropejskiego sufiksu *-iskos i znany jest również w językach germańskich (pgerm. *-iskaz > ang. -ish, niem. - -isch, skand. -(i)sk) oraz bałtyckich.
Wywodząc się z pierwotnej formy bezosobowej -sk przyjmuje w polskim nazewnictwie również odmiany rodzajowe. Występuje w niezłożonej formie rodzaju nijakiego -sko, a także rodzaju męskiego -ski oraz żeńskiego -ska. Użyty jest on również w samych nazwach wymienionych rodzajów „mę-ski” oraz „żeń-ski” od prasłowiańskich *mąž-ьskъ-jь oraz *žen-ьskъ-jь. W języku polskim przyrostek ten ma wiele oboczności, np. -ck, -cko, -zk, -zko, -sc,  -zc itp..
Procesy lingwistyczne spowodowały dużą produktywność formantu -sk we wszystkich językach słowiańskich. Występuje on w licznych nazwach, formach i odmianach, na przykład:
- -owski: andrzejowski, doktorowski (XV wiek)
- -iński: dzieciński (dziecinny), macoszyński (macoszyn)
- -ański: afrykański, zakopiański (zamiast **zakopański)
- -ajski: hawajski, jawajski
- -ejski: dantejski, europejski
- -ijski: monachijski, chilijski
- -eński: genueński, budapeszteński[3].

Przystające etymologicznie formanty w językach germańskich cechuje mniejsza produktywność, a ich użycie zawężone jest obecnie do derywacji przymiotnikowej (por. np. ang. Danish „duński” < Dane „Duńczyk” + -ish, niem. deutsch „niemiecki; dawn. ludowy, wspólny, powszechny” < pgerm. *þeudō „lud” + *-iskaz). Rzeczownikowe nazwy przestrzenne, analogiczne do polskich formacji z sufikem -isko i podobnych są już etymologicznie nieprzejrzyste (por. ang. marsh „bagno” < pgerm. *mariskaz „miejsce, gdzie kiedyś stała woda” < *mariz „jezioro, morze” + *-iskaz).

## Zastosowanie
Formant -sk oraz jego trzy odmiany rodzajowe (-ski, -ska, -skie) stosuje się w języku polskim do tworzenia przymiotników przynależnościowych określających zależność wobec słowa źródłowego, pełniącego w utworzonym wyrazie funkcję nadrzędną wobec tej końcówki. Za pomocą tego przyrostka tworzy się słowa określające przymioty oraz cechy przedmiotów. Dodawane do rzeczowników tworzą z nimi przymiotniki, jak np. „modelar-ski”, „zielar-ski”, „lniar-ski”.

### Formacje odzaimkowe i czasownikowe
Za pomocą tego formantu w języku staropolskim oraz gwarach polskich tworzono nieużywane obecnie formacje odzaimkowe np. „moj-ski”, „twoj-ski”, którego pozostałością jest słowo „swoj-ski”. "Sk" czasami używa się również do tworzenia wyrazów odczasownikowych jak np. „wścib-ski” od „wścibiać się”, czyli „wtrącać się w nie swoje sprawy”.

### Nazwy przestrzenne oraz miejscowe
Za pomocą jednej z odmian zrostka -sk przybierającej formy -isko, -ysko, -iszcze oraz -yszcze w tworach odrzeczownikowych i odczasownikowych tworzy się także terminy oznaczające „miejsce, w którym się coś znajduje/znajdowało” lub „wydarzenie, które się tam odbywa/odbywało”. Derywaty z tymi formantami określają obszary, tereny niezamknięte, charakteryzujące się występowaniem czynności lub stanu powstałego w wyniku zaistnienia jakiegoś procesu np. „ogn-isko” – miejsce gdzie umieszczony jest ogień, „grodz-isko” lub „zamcz-ysko” – miejsce lokalizacji obronnego grodu lub zamku, „pastw-isko” – miejsce wypasania zwierząt gospodarskich, „targow-isko” – miejsce odbywania się targów, „cmentarz-ysko” – miejsce gdzie dawniej grzebano zmarłych, „dworz-ysko” – miejsce gdzie stoi stary dwór, „zwal-isko” – miejsce gdzie zwaliły się skały itp..
Oprócz wielu wyrazów archaicznych potwierdzających bardzo dawne zastosowanie formantu -sk w słowotwórstwie metoda ta wykorzystywana jest również współcześnie np. przy tworzeniu stosunkowo niedawno powstałych nazw jak „kartofl-isko” – miejsce sadzenia kartofli, „lądow-isko”, „wodow-isko”, „łow-isko”, „obozow-isko” – „miejsce lądowania, wodowania, łowienia, obozowania”. Za pomocą formantu tworzy się również współczesne XX. wieczne neologizmy np. „rockow-isko”, który stał się nazwą Rockowiska – popularnego festiwalu rockowego odbywającego się w latach 80. w Łodzi. Nazwa ta oznacza gramatycznie „miejsce, w którym gra się rocka” i prawdopodobnie jest humorystycznym nawiązaniem do wcześniej istniejącej nazwy rykowisko – hałaśliwego miejsca godów jeleni.

#### Nazwy topograficzne
Pierwotnie zrostek -sk znalazł najszersze zastosowanie w tworzeniu nazw miejscowych, które licznie notowane są na terenie Polski już w dokumentach z XII-XIII wieku. W nazewnictwie polskim oraz ogólnosłowiańskim jest to formant produktywny dla nazw topograficznych i dzierżawczych, stanowiąc charakterystyczną cechę polskich geograficznych nazw miejscowych i przestrzennych. Oboczności tego formantu jak -sk, -sko, -ck, -cko oraz -zk, -zko charakterystyczne są dla bardzo dawnych nazw miejscowych nadawanych miejscowościom na terenie Polski, jak ok. 1000 roku – „Gdańsk”, a także „Bużesk”, „Łańsk”, „Wąchock”, „Rajsko”, „Bielsko”, „Kłodzko”, „Radomsko”, „Sławsko”, „Słupsk” itp. Małopolskie i mazowieckie nazwy z XII wieku (Busk, Płońsk, Połtowsk, Płock) wskazują, gdzie pierwotnie przebiegała granica występowania formantów „-sk” i „-sko”, która pokrywała się z granicą mazurzenia. Bardzo często nazwy miejscowe tworzone z użyciem tego formantu były nazwami odrzecznymi pochodzącymi od rzek np. Słupsk od rzeki Słupi, Bielsk od Białej oraz Busk od Bugu.
Występowanie formacji słowotwórczych -sk oraz -sko w nazwach miejscowych na terenie Polski na podstawie średniowiecznych dokumentów badał w dwudziestoleciu międzywojennym polski językoznawca Stanisław Rospond, który zauważył na przykład, że forma -sko w XII-XIII wieku bardziej popularna była na terenie Wielkopolski, podczas gdy formant -sk częściej notowano w Małopolsce. W XIV wieku obecność formy -sko zwiększa się w dokumentach na Małopolszczyźnie stając się dominującą w nazwach miejscowych.
Oprócz Polski nazwy z końcówką -sk oraz formami pochodnymi -sko, -ska, -ske są charakterystyczną cechą wielu nazw miejscowych w innych krajach słowiańskich. Licznie występują na terenie:
- Białorusi: Bobrujsk, Mińsk, Pińsk, Witebsk
- Czech: Blansko, Chřibská, Milevsko, Sadská
- Chorwacji: Imotski, Makarska, Novska, Vrbovsko
- Rosji: Archangielsk, Czelabińsk, Omsk, Kursk
- Słowacji: Dunajská Streda, Partizánske, Powaska Bystrzyca, Strážske
- Ukrainy: Armiańsk, Geniczesk, Ługańsk, Słowiańsk.

Za pomocą tego przyrostka tworzy się także w języku polskim przymiotniki geograficzne od nazw krajów, regionów, województw, prowincji, miejscowości oraz ulic, na przykład „wło-ski”, „ateń-ski”, „chrzanow-ski”. Przykładem może być również nazwa kraju „Polska”, która wywodzi się od nazwy pola – otwartej przestrzeni znajdującej się na danym terytorium. Składa się z dwóch części: nazwy Pol- – „pole” oznaczającej otwartą przestrzeń lub uprawne pole oraz przyrostkowego formantu przymiotnikowego -ska. Nazwa „Polska” to gramatycznie przymiotnik utworzony od rzeczownika „pole” za pomocą przyrostka -sk. Końcówka ta występuje także w rodzimych nazwach innych krajów słowiańskich np. w czeskiej i słowackiej nazwie „Czech” i „Słowacji” – Česko i Slovensko. W obu tych językach używa się podobnie skonstruowanej nazwy – Polsko na nazwę kraju „Polska”.

### Nazwiska
Początkowo za pomocą formantu -sk tworzono nazwy miejscowe – miast oraz wsi. Dopiero później przymiotniki zawierające ten formant zaczęły służyć do tworzenia polskich nazwisk odmiejscowych. Formant ten w swoich osobowych odmianach rodzajowych – męskim -ski oraz żeńskim -ska – jest obecnie charakterystyczną cechą polskich nazwisk z końcówką -ski. Proces ten zaczął się w późnym średniowieczu i miał początkowo związek z tworzeniem się nazwisk szlacheckich. Za pomocą tej końcówki zaznaczano własność rodowych miast lub wsi. Nazwiska polskiej szlachty jak „Tarnowski”, „Zamojski”, „Sobieski”, „Leszczyński” oznaczały osoby wywodzące się z miejscowości należących do szlachty: Tarnowa, Zamościa, Sobieszyna, Leszna. Od XIV wieku nazwy tworzone za pomocą formantu -ski stawały się coraz bardziej powszechne, najpierw w Wielkopolsce, na Pomorzu i Mazowszu. Zjawisko to ustala się jako obowiązująca zasada tworzenia nazwisk polskich w XVI-XVII wieku i początkowo charakterystyczne jest dla polskiej szlachty, a dopiero później upowszechnia się on także w innych stanach społecznych.